# Trzęsienie ziemi w Mudurnu (1967)
Trzęsienie ziemi w Mudurnu w 1967 roku – trzęsienie ziemi o magnitudzie 7,1 stopnia w skali Richtera, które nawiedziło miasteczko Mudurnu w prowincji Bolu, 22 lipca 1967 roku o godzinie 18:57 czasu miejscowego. W wyniku wstrząsów, śmierć poniosło 86 osób, a 332 osoby zostały ranne.
Wstrząs główny miał siłę 7,1 stopnia w skali Richtera, po nim nastąpiły liczne wstrząsy wtórne. Trzęsienie zniszczyło 70% budynków zlokalizowanych w Mudurnu oraz najbliższej okolicy. Łącznie uszkodzonych lub całkowicie zniszczonych zostało kilka tysięcy budynków.